# بازار سرتپوله
بازار سرتپوله نام یک بازار در شهر سنندج و در محله‌ی سرتپوله است. این بازار از خیابان شهدا آغاز و به ابتدای بازار سنندج متصل می‌شود. بازار سرتپوله در مسیر راه قدیمی مریوان و سقز به کردستان عراق که هنوز بقایای آن موجود است، شکل گرفته و در گذشته در مسیر راه کاروان رو برای رسیدن به بازار اصلی سنندج قرار داشت. گذر اصلی بازار فاقد سقف و دارای حجره‌ها و مغازه‌هایی از حرفه‌های مختلف است. اگر چه امروزه این بازار از رونق گذشته برخوردار نیست، ولی همچنان به حیات خود ادامه می‌دهد.